# Séisme du 22 mars 2020 à Zagreb
Le 22 mars 2020 vers 6 h 20, la capitale de la Croatie, Zagreb est frappée par un séisme de magnitude 5,3,,.

## Événement géologique
L'épicentre du séisme se situe à sept kilomètres au nord de Zagreb selon le Centre sismologique euro-méditerranéen. Une réplique de magnitude 5 a lieu une heure plus tard. La secousse a été ressentie en Autriche du sud, en Slovénie, et dans le nord et l'est de la Croatie. Une série de répliques suivent.
Ce séisme est le plus violent depuis celui qui eut lieu il y a 140 ans, en 1880.

## Dégâts matériels
Au moins 66 bâtiments et 23 automobiles sont détruits. La cathédrale Saint-Stéphane a perdu le sommet de sa tour sud. De nombreuses parties de la ville sont privées d'électricité.
Le coût estimé de ce séisme et de celui du 29 décembre 2020 à Petrinja est estimé à entre 11 et 12 milliards d'euros.

## Victimes
Un jeune de 15 ans est décédé, enseveli sous les décombres. Une personne est grièvement blessée, seize autres légèrement blessées.

## Réactions
Le ministre de l'Intérieur Davor Božinović a appelé à ne pas se regrouper afin d'éviter une contamination par le Covid-19, dans un contexte de pandémie.